# Festival Internacional de Cine Indígena de Wallmapu
El Festival Internacional de Cine y las Artes Indígenas en Wallmapu (FICWALLMAPU) es un festival de cine internacional que se celebra anualmente en la ciudad de Temuco, capital de la Región de La Araucanía, Chile.
El evento busca ser un espacio para fomentar el diálogo intercultural, y convoca a realizadore/as de Chile, América y el mundo en torno al desarrollo y producción del cine y las artes con temática relacionadas con los pueblos ancestrales.

## Historia
Se inauguró el año 2015, como parte del 12º Festival internacional de cine y video de los pueblos indígenas de la Coordinadora Latinoamericana de Cine y La Comunicación de los Pueblos Indígenas de Latinoamérica (CLACPI).  Posteriormente el evento ha continuado de manera independiente.